# Parti islamique irakien
Le parti islamique irakien (Hizb al-Islami al-Airaqi) est un parti politique sunnite arabe islamiste en Irak. Il a été fondé en 1960 par Nou'man Abd-al-Razzaq al-Samarraï (ar) et est issu du mouvement des Frères musulmans. Il était clandestin du temps de Saddam Hussein.
L'actuel secrétaire général du parti est Ayad al-Samarrai ; avant juillet 2004, c'était le Dr. Mohsen Abdel Hamid (en) , qui a participé au Conseil de gouvernement de l'Irak (en) (IGC) qui travaillait avec l'Autorité alliée provisoire et de 2004 à 2009, il s'agit de Tareq al-Hachemi.
Le 9 novembre 2004, le PII s'était désolidarisé du gouvernement intérimaire irakien pour protester contre l'attaque par les forces coalisées contre Falloujah. Cependant, le ministre issu du parti, Hajim al-Hassani, était resté dans le gouvernement et avait quitté le parti. 
Le PII avait boycotté les élections du 30 janvier 2005 après avoir contribué à leur préparation, mais ses membres n'ont pas refusé toute participation aux élections des gouvernements régionaux (par exemple pour les élections dans la province de Ninawa et celle d'Al-Anbâr). 
Le PII a mené une campagne à grande échelle contre la constitution pour le référendum du 15 octobre 2005. Mais deux jours avant, le parti a changé de mot d'ordre, en faveur donc du « oui », à la suite d'un accord avec les membres du gouvernement de transition selon lequel la nouvelle assemblée nationale élue en décembre 2005 aurait à faire certains amendements en 2006.
Le PII a donc aussi participé à ces élections du 15 décembre 2005 dans le cadre de la coalition du Front d'accord irakien (en), qui a obtenu 44 sièges, ce qui est le meilleur succès parmi toutes les coalitions arabes sunnites. Il a été critiqué par les sunnites radicaux (par exemple, le chef d'Al-Qaïda en Irak, Abou Moussab Al-Zarqaoui) pour sa participation au processus politique en Irak. 
Ayant obtenu le contrôle de la province d'al-Anbar en 2005, il a intégré, en tant que groupe minoritaire, l'Alliance nationale des Indépendants et du Réveil en Irak (en) qui arriva premier à Anbar en obtenant 8 sièges sur 29 lors des élections de janvier 2009, et qui était dirigé par le Conseil du salut d'Anbar (en) de Ahmed Abou-Risha.